# Руда (Ґрудзьондзький повіт)
Руда (пол. Ruda, нім. Ruda) — село в Польщі, у гміні Ґрудзьондз Ґрудзьондзького повіту Куявсько-Поморського воєводства.
Населення — 510 осіб (2011).
У 1975-1998 роках село належало до Торунського воєводства.

## Демографія
Демографічна структура станом на 31 березня 2011 року:
|          | Загалом | Допрацездатний вік | Працездатний вік | Постпрацездатний вік |
| -------- | ------- | ------------------ | ---------------- | -------------------- |
| Чоловіки | 246     | 70                 | 164              | 12                   |
| Жінки    | 264     | 65                 | 162              | 37                   |
| Разом    | 510     | 135                | 326              | 49                   |